# Pleurodema thaul
Pleurodema thaul är en groddjursart som först beskrevs av René-Primevère Lesson 1827.  Pleurodema thaul ingår i släktet Pleurodema och familjen Leiuperidae. IUCN kategoriserar arten globalt som livskraftig. Inga underarter finns listade i Catalogue of Life.